# Whitney (Texas)
Whitney è un centro abitato degli Stati Uniti d'America situato nella contea di Hill dello Stato del Texas.
La popolazione era di 2 087 persone al censimento del 2010.
Whitney è una comunità rurale in riva al lago e sede del primo torneo di bassfishing. Creato dal giornale locale, ha avuto luogo al lago Whitney nel 1955, con 73 squadre partecipanti.

## Geografia fisica
Whitney è situata a 31°57′03″N 97°19′15″W (31.950876, -97.320716).
Secondo lo United States Census Bureau, ha un'area totale di 1,6 miglia quadrate (4,1 km²).

## Società

### Evoluzione demografica
Secondo il censimento del 2000, c'erano 1 833 persone, 684 nuclei familiari e 443 famiglie residenti nella città. La densità di popolazione era di 1 132,3 persone per miglio quadrato (436,9/km²). C'erano 770 unità abitative a una densità media di 475,6 per miglio quadrato (183,5/km²). La composizione etnica della città era formata dall'88,11% di bianchi, il 7,09% di afroamericani, lo 0,16% di nativi americani, lo 0,16% di asiatici, il 2,73% di altre razze, e l'1,75% di due o più etnie. Ispanici o latinos di qualunque razza erano il 9,27% della popolazione.
C'erano 684 nuclei familiari di cui il 32,3% aveva figli di età inferiore ai 18 anni, il 45,6% aveva coppie sposate conviventi, il 15,9% aveva un capofamiglia femmina senza marito, e il 35,2% erano non-famiglie. Il 32,2% di tutti i nuclei familiari erano individuali e il 21,1% aveva componenti con un'età di 65 anni o più che vivevano da soli. Il numero di componenti medio di un nucleo familiare era di 2,46 e quello di una famiglia era di 3,11.
La popolazione era composta dal 26,5% di persone sotto i 18 anni, il 7,3% di persone dai 18 ai 24 anni, il 22,5% di persone dai 25 ai 44 anni, il 19,0% di persone dai 45 ai 64 anni, e il 24,8% di persone di 65 anni o più. L'età media era di 40 anni. Per ogni 100 femmine c'erano 71,5 maschi. Per ogni 100 femmine dai 18 anni in giù, c'erano 70,0 maschi.
Il reddito medio di un nucleo familiare era di 25 174 dollari e quello di una famiglia era di 30 833 dollari. I maschi avevano un reddito medio di 28 036 dollari contro i 18 487 dollari delle femmine. Il reddito pro capite era di 12 772 dollari. Circa il 17,9% delle famiglie e il 21,8% della popolazione erano sotto la soglia di povertà, incluso il 25,7% di persone sotto i 18 anni e il 17,5% di persone di 65 anni o più.